# Telespiza
Telespiza là một chi chim trong họ Fringillidae.